# 주밍예
주밍예(중국어 간체자: 朱明叶, 정체자: 朱明葉, 병음: Zhū Míngyè, 한자음: 주명엽, 1992년 1월 14일~)는 중화인민공화국의 펜싱 선수로 주 종목은 에페이다.